# Те победиха
Вижте пояснителната страница за други значения на Те победиха.
„Те победиха“ е български игрален филм от 1939 година на режисьорите Борис Борозанов и Йосип Новак, по сценарий на Борис Борозанов. Оператор е Йосип Новак. Музиката във филма е композирана от Георги Антонов.

## Сюжет
Селският учител Драган и Рада се обичат. Богатият Щерьо иска момичето за сина си Вълчо. Обявена е война и двамата съперници заминават на фронта. Вълчо е ранен и Драган с риск за живота си го спасява. Вълчо се връща на село и разказва за това на родителите си. При атака на фронта Драган е ранен. Войната свършва и Рада очаква Драган. Когато той се връща от фронта, Рада се хвърля в прегръдките му... Той отново е сред учениците си и им говори за храбростта и любовта към родината.
Богомил Андреев умира по време на снимките и неговата роля е довършена от Аспарух Темелков.

## Актьорски състав
- Богомил Андреев – Антон
- Аспарух Темелков – Антон
- Ружа Делчева – Рада
- Никола Казанджиев – Драган
- Иван Кирчев – Вълчо
- Петко Атанасов – Трифон
- Надежда Костова – Гина
- Христо Коджабашев – Щерьо
- Ставруда Фратева – Злата
- Лили Попиванова – Янка
- Панталей Хранов – Кане
- Борис Ганчев – Капитанът
- Георги Савов – Полковникът
- Веселин Симеонов – Герчо